# Luc (Lozère)

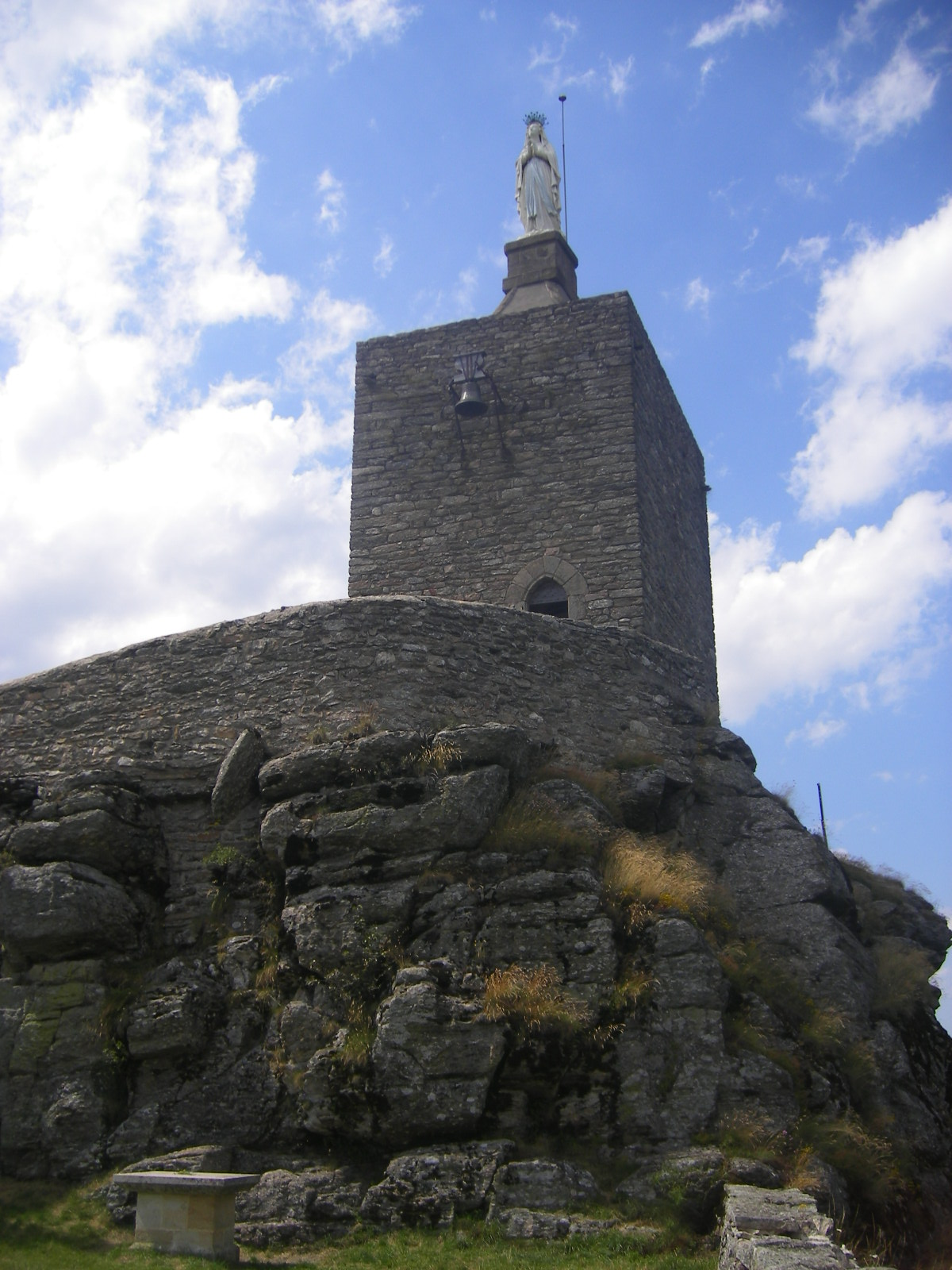
Zamek w Luc, 2007

Luc – miejscowość i gmina we Francji, w regionie Oksytania, w departamencie Lozère.
Według danych na rok 1990 gminę zamieszkiwały 212 osoby, a gęstość zaludnienia wynosiła 5 osób/km² (wśród 1545 gmin Langwedocji-Roussillon Luc plasuje się na 699. miejscu pod względem liczby ludności, natomiast pod względem powierzchni na miejscu 88.).

## Populacja

Populacja Luc w latach 1962-2008